# Верх валентної зони
Верхом валентної зони називають рівень із найбільшою енергією у валентній зоні. Також енергію 
цього рівня. Позначається {\displaystyle E_{V}}.
Здебільшого верх валентної зони напівпровідників розташований у центрі зони Бріллюена в Γ точці. Від верха валентної зони зазвичай відраховуються енергії акцепторних рівнів.
Для органічних напівпровідників широкого вжитку набув термін найвища заселена молекулярна орбіталь, скорочено НЗМО (англ. HOMO). 